# Соколівщина (Бориспільський район)
Соколі́вщина —  село в Україні, у Яготинській міській громаді Бориспільського району Київської області. Населення становить 21 осіб.

## Історія
Село засноване 1663 року. 
На мапі 1869 - хутір Івка, 2 двори. На мапі 1941 - х. Соколовський, 38 дворів. Заснування 1663 дуже сумнівне.
17 липня 2020 року, в результаті адміністративно-територіальної реформи та ліквідації Яготинського району, село увійшло до складу Бориспільського району.